# MSX Resources
MSX Resources SA (dawniej Mostostal Export SA) – polskie przedsiębiorstwo budowlano-deweloperskie z siedzibą w Warszawie, notowane na Giełdzie Papierów Wartościowych od 1992 do 2016 roku. Podstawową działalnością spółki jest generalne wykonawstwo projektów budowlanych.

## Struktura
Mostostal-Export SA jest podmiotem dominującym grupy kapitałowej, w skład której wchodzą między innymi następujące podmioty zależne:
- Przedsiębiorstwo Instalacji Przemysłowych „Instal-Lublin” SA (KRS 0000023958) z siedzibą w Lublinie, zajmująca się produkcją i montażem instalacji budowlanych[1];
- Mostostal-Ventures sp. z o.o.[2];
- Elekomp sp. z o.o. (KRS 0000281865) z siedzibą w Warszawie[3].

Do realizacji poszczególnych projektów deweloperskich przedsiębiorstwo zawiązuje odrębne spółki.

## Działalność
Mostostal-Export SA działa jako generalny wykonawca projektów budownictwa biurowego, mieszkaniowego, przemysłowo-handlowego i ekologicznego. Zrealizował następujące obiekty:
- oczyszczalnię ścieków „Kapuściska” w Bydgoszczy;
- siedzibę Softbanku w Warszawie przy ul. 17 stycznia;
- budynek biurowy w centrum handlowo-magazynowym „Raab-Karcher” w Warszawie przy ul. Cybernetyki 7;
- budynek biurowy „Mars” w obrębie Mokotów Business Park;
- centrum biurowe „Focus” w Warszawie przy al. Armii Ludowej 26;
- centrum biurowe „Lubicz” w Krakowie na rogu ul. Lubicz i Rakowickiej;
- siedzibę Banku Przemysłowo-Handlowego przy ul. Wolności 3 w Opolu;
- budynek biurowo-magazynowy „Arcon” w Warszawie przy ul. Baletowej;
- osiedla w Warszawie: „Odkryta”, „Światowid” i „Naukowa”;
- osiedle „Pod Fortem” w Krakowie;
- Warszawski Rolno-Spożywczy Rynek Hurtowy w Broniszach;
- kompleks hal, budynków i pawilonów handlowych na Lubelskiej Giełdzie Rolno-Ogrodniczej w Elizówce;
- halę targową w Tarnowskich Górach;
- sieć supermarketów w Rosji i na Węgrzech;
- podziemny zbiornik gazu w Mogilnie[5].

Od 1998 r. grupa prowadzi też działalność deweloperską, w ramach której zrealizowała część z wymienionych wyżej projektów: osiedla „Pod Fortem” i „Światowid”, centra biurowe „Lubicz” i „Focus” oraz halę targową w Tarnowskich Górach.

## Historia
Początki spółki to powstałe w 1951 r. Zjednoczenie Mostostal, z którego w 1981 r. wyodrębniono przedsiębiorstwo Mostostal-Export, w 1990 r. przekształcone w jednoosobową spółkę skarbu państwa. 28 maja 1992 akcje spółki były raz pierwszy notowane na Giełdzie Papierów Wartościowych w Warszawie. W kwietniu 2014 roku spółka zmieniła nazwę na MSX Resources SA.

## Akcjonariat
Według danych z lutego 2008 największymi akcjonariuszami spółki byli:
- Pioneer Pekao Investment Management SA – 10,77% akcji i 9,88% głosów na WZA;
- Michał Skipietrow – 5,35% akcji i 6,72% głosów;
- Niels Bonn – 1,75% akcji i 8,03% głosów.

Pozostali posiadają 82,13% akcji i 75,37% głosów.